# Universidad de Burgos
La Universidad de Burgos (UBu) es una universidad pública situada en la ciudad española de Burgos, creada en 1994. En el año 2024 cuenta con unos 9100 alumnos, repartidos en tres campus (Vena, San Amaro - Milanera y Miranda de Ebro).

## Historia
La Universidad fue creada en el año 1994, como escisión de la Universidad de Valladolid a partir del campus que esta tenía en la ciudad de Burgos. Desde entonces, ha ido creciendo orgánicamente y desarrollándose en nuevos campos del conocimiento.
En un primer momento es regida por una comisión gestora, presidida por el catedrático de Valladolid Marcos Sacristán Represa hasta 1997. Su primer rector fue catedrático de Química-Física José María Leal Villalba, desde 1997 al 2008. Su sucesor fue el catedrático derecho romano Alfonso Murillo Villar que al cumplir el máximo de mandatos fue sustituido en 2016 por el catedrático Manuel Pérez Mateos. Al cumplir el máximo de mandatos fue elegido para el cargo el catedrático de Química Orgánica José Miguel García Pérez.
En 2013 la UBU comenzó a impartir los grados de Lengua y Literatura, de Ingeniería Informática, de Ciencia Política y de Gestión Pública, Historia y Patrimonio y Turismo en línea.
En 2014, obtuvo la evaluación favorable para ser campus de excelencia internacional.

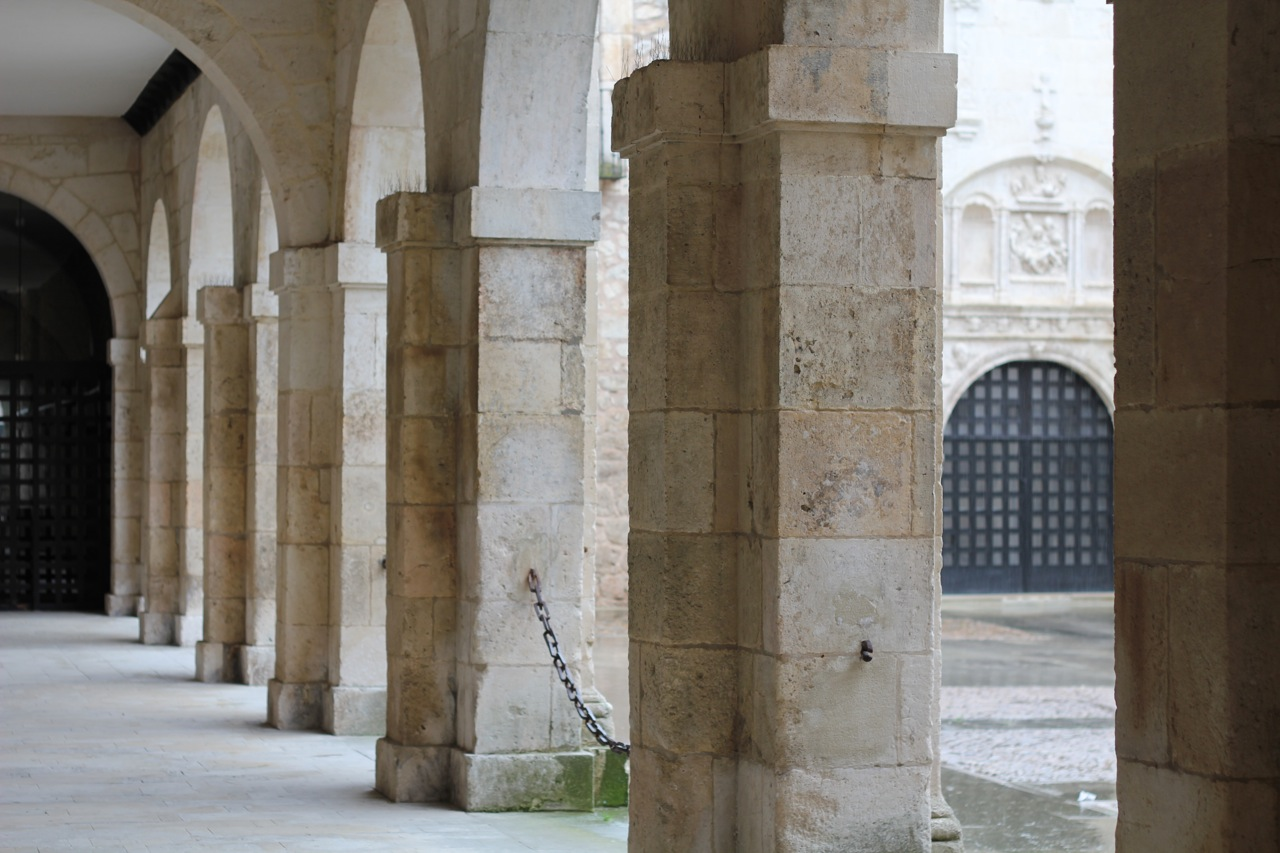
Hospital del Rey.

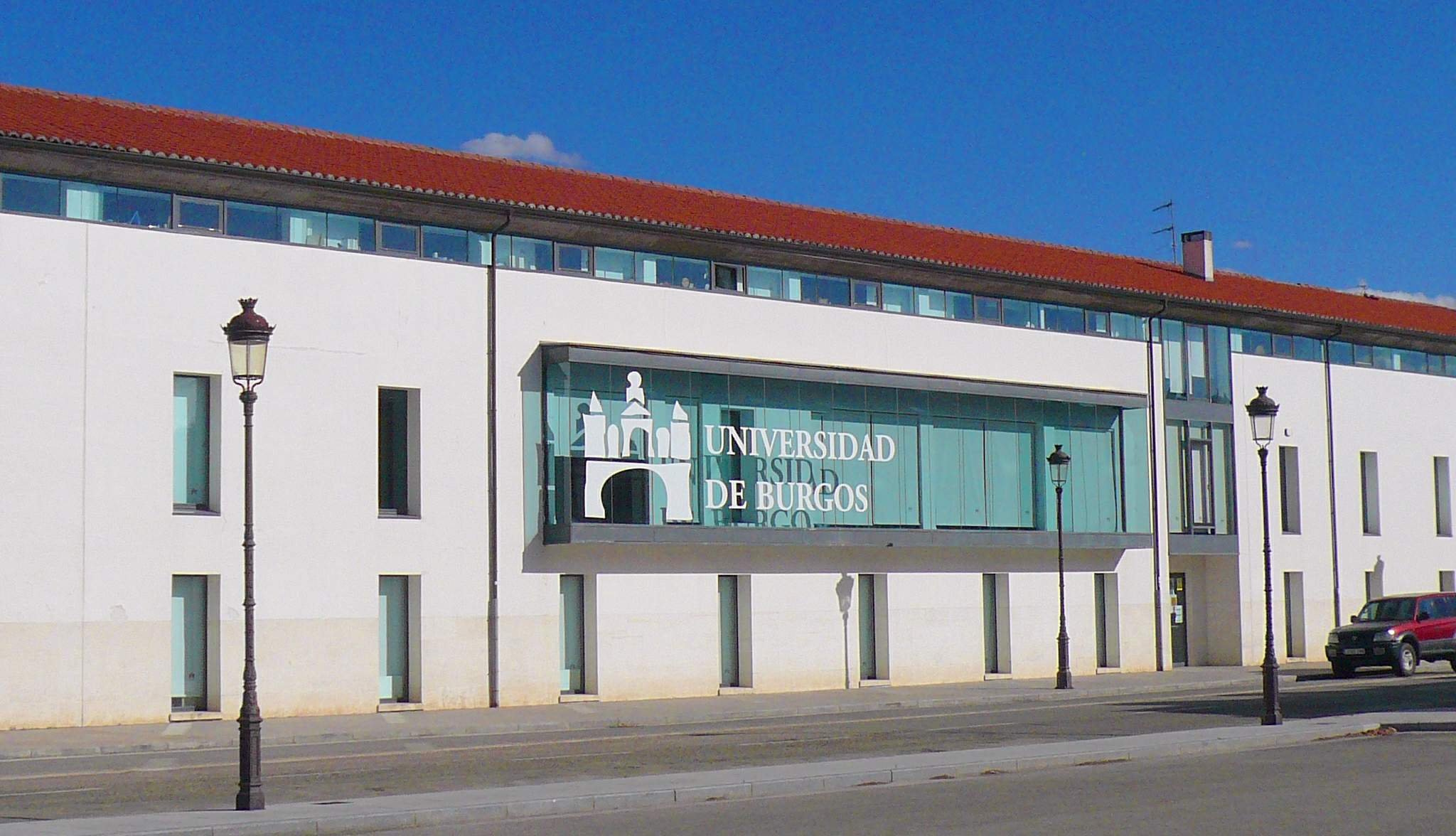
Rectorado de la UBU.

En 2022, la Universidad de Burgos se integra en la Universidad Europea Regional University Network (RUN-EU).

## Campus

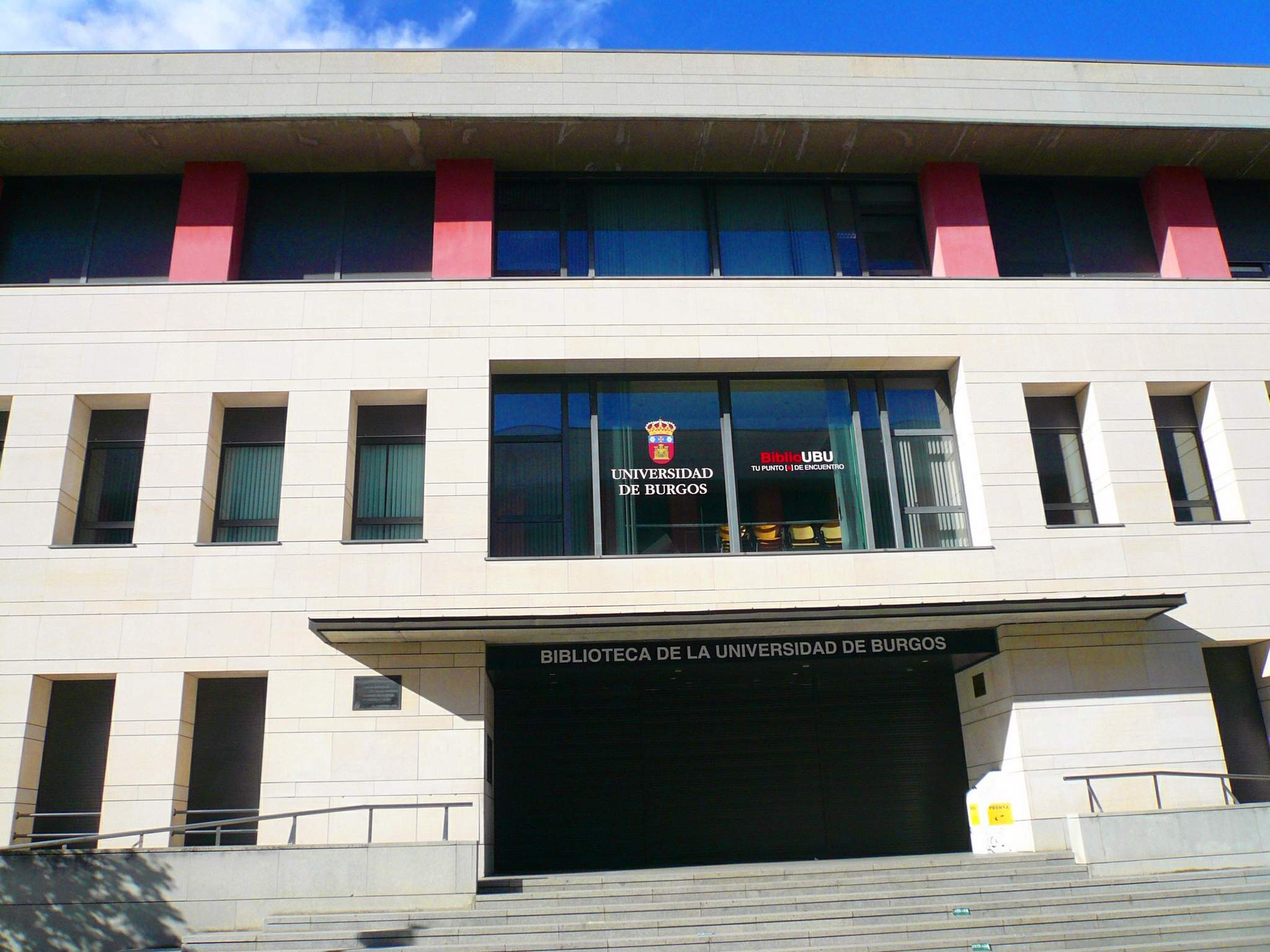
Biblioteca General.

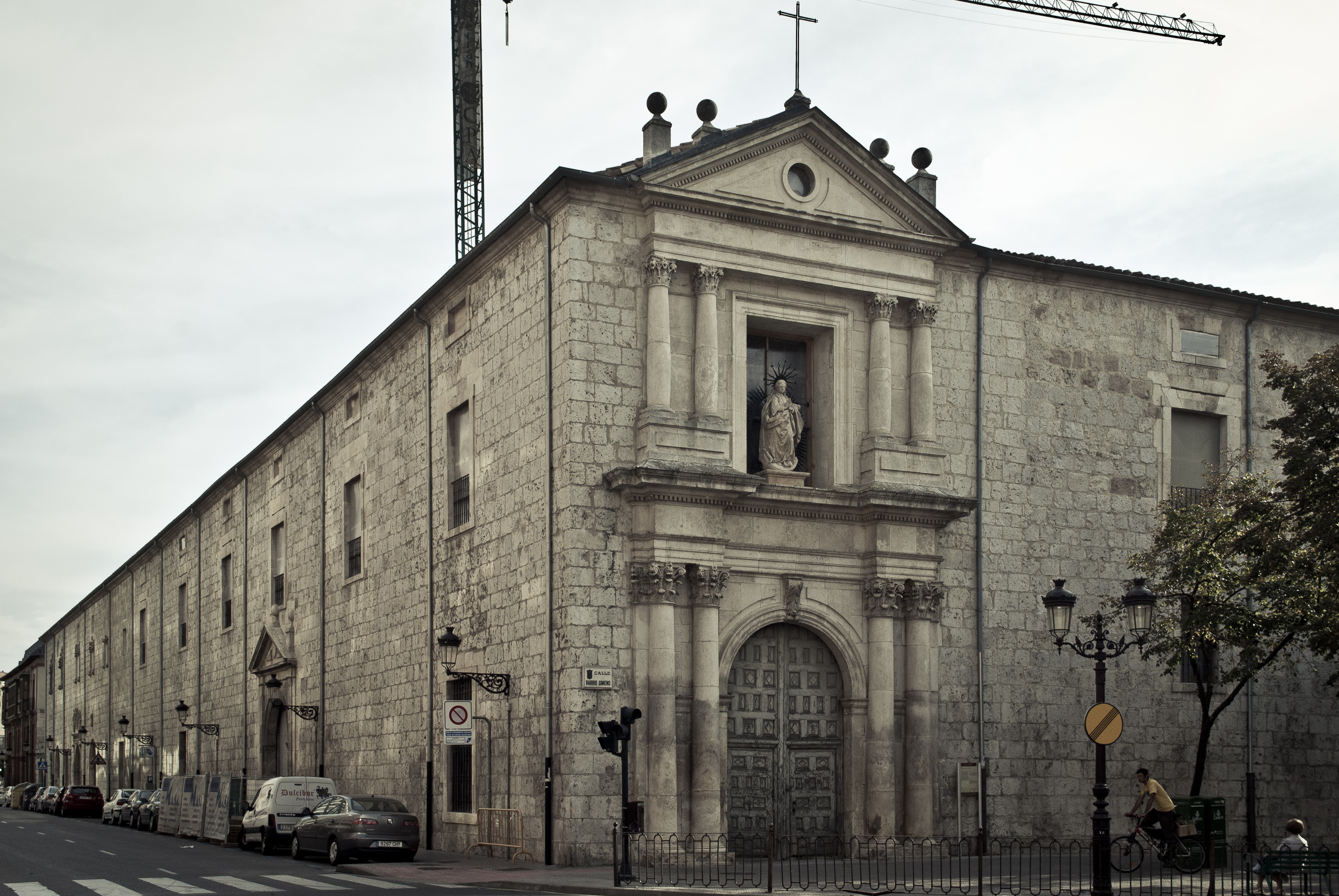
Hospital de la Concepción.

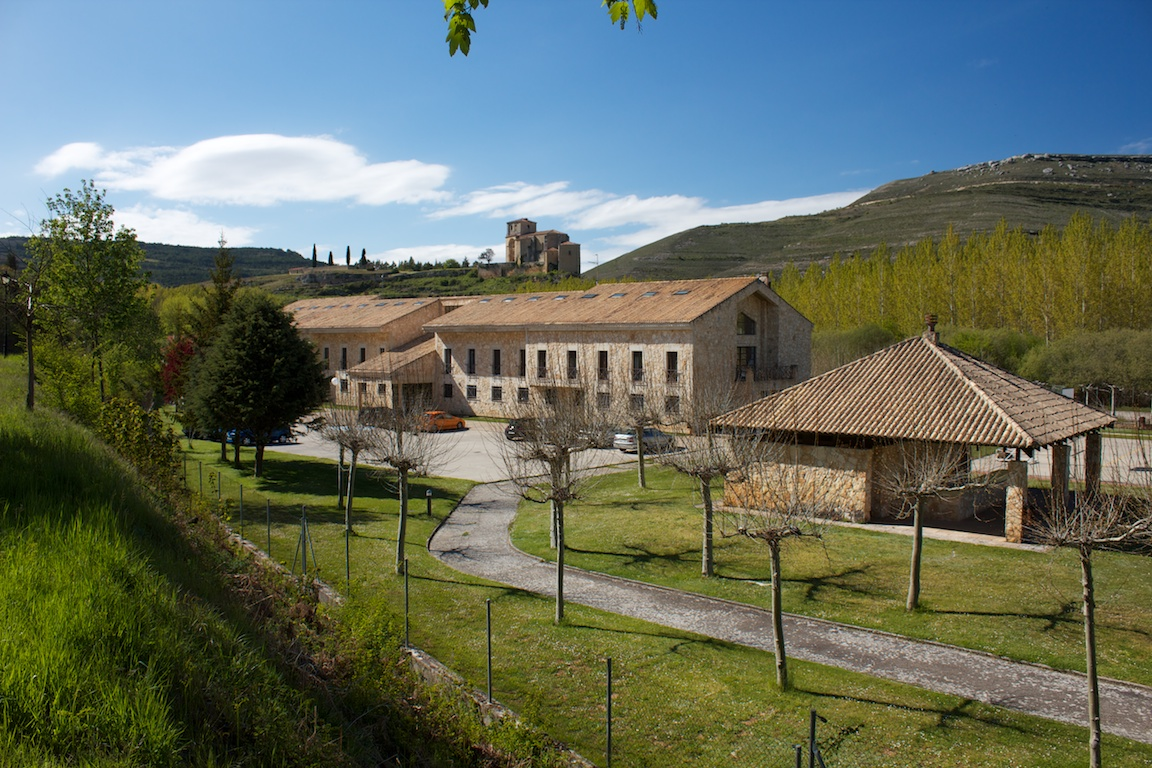
Complejo residencial Miguel Delibes (Sedano).

Las instalaciones de la Universidad de Burgos se ubican en dos campus:
- San Amaro / Hospital del Rey: Situado al oeste de la ciudad de Burgos, en la antigua salida de la ciudad que compartían las carreteras hacia Portugal ( N-620 ) y hacia Vigo ( N-120 ). En él se encuentran el rectorado, los servicios centrales, la biblioteca, el polideportivo, y la residencia universitaria Camino de Santiago, así como las facultades de Ciencias, de Ciencias Económicas y Empresariales, de Derecho, de Educación; en el edificio «Hospital Militar» las de Humanidades y Comunicación; y Ciencias de la Salud y en el edificio «La Milanera», la Escuela Politécnica Superior.
- Río Vena: Situado al norte de la ciudad, en la salida hacia Cantabria  N-623  (Av. Cantabria), en el Polígono Docente. Es la sede original de la Escuela Politécnica Superior, anteriormente Escuela Universitaria Politécnica de Burgos dependiente de la Universidad de Valladolid y embrión de la universidad actual. En el pasado también se localizaban otros centros como la Escuela Universitaria de Estudios Empresariales y la Escuela Universitaria de Magisterio.

### Hospital del Rey
El Hospital del Rey fue fundado por Alfonso VIII en 1195, junto al Camino de Santiago a su paso por Burgos.
Dependiente del Monasterio de Santa María la Real de Las Huelgas constituía un gran centro de acogida de peregrinos.
Junto a su entrada, se encuentra la ermita de San Amaro y el cementerio donde se enterraba a los peregrinos que morían.
Recientemente se realizó una restauración y se retiraron los exvotos que cubrían las paredes de la ermita.
El Hospital del Rey es un conjunto renacentista, que conserva algunos restos del primitivo hospital medieval (los pilares de la antigua iglesia).
La entrada se hace a través de la Puerta de los Romeros, que es el símbolo de la Universidad. Se trata de un arco decorado por ambos lados, en el que se encuentran referencias jacobeas, así como las efigies de los fundadores (Alfonso VIII y la reina Leonor).
Se accede al Patio de los Romeros, delimitado por la iglesia del Hospital, de la que destaca su entrada y su puerta; el interior del templo es de estilo barroco.
El atrio de la iglesia da paso al Aula Magna de la Facultad, utilizada para los actos solemnes.
La Casa del Fuero Viejo acoge la gran Aula Romeros.
Por su parte, en la Casa de los Sacristanes se encuentra el Decanato de la Facultad de Derecho y el acceso a la cafetería.
Traspasada la Casa de los Sacristanes, se llega al Patio de Comendadores, donde se encuentra el edificio del Rectorado, que destaca por su fachada con celosías de madera. Otros lugares de interés son la Sala de Lectura y el Edificio Departamental.
Los restos fueron restaurados y cedidos para acoger las dependencias de la universidad a finales de los años ochenta.
Esa restauración fue galardonada con el Premio Europa Nostra.
Más adelante, se restauró la Puerta de los Romeros, sacando a la luz todo su esplendor.
En el Hospital del Rey se encuentran el Rectorado y la Facultad de Derecho.
En el entorno ajardinado se encuentra el Tablero de Ajedrez donde en verano se organizan actividades musicales coincidentes con los Cursos de Verano de la universidad.

## Centros

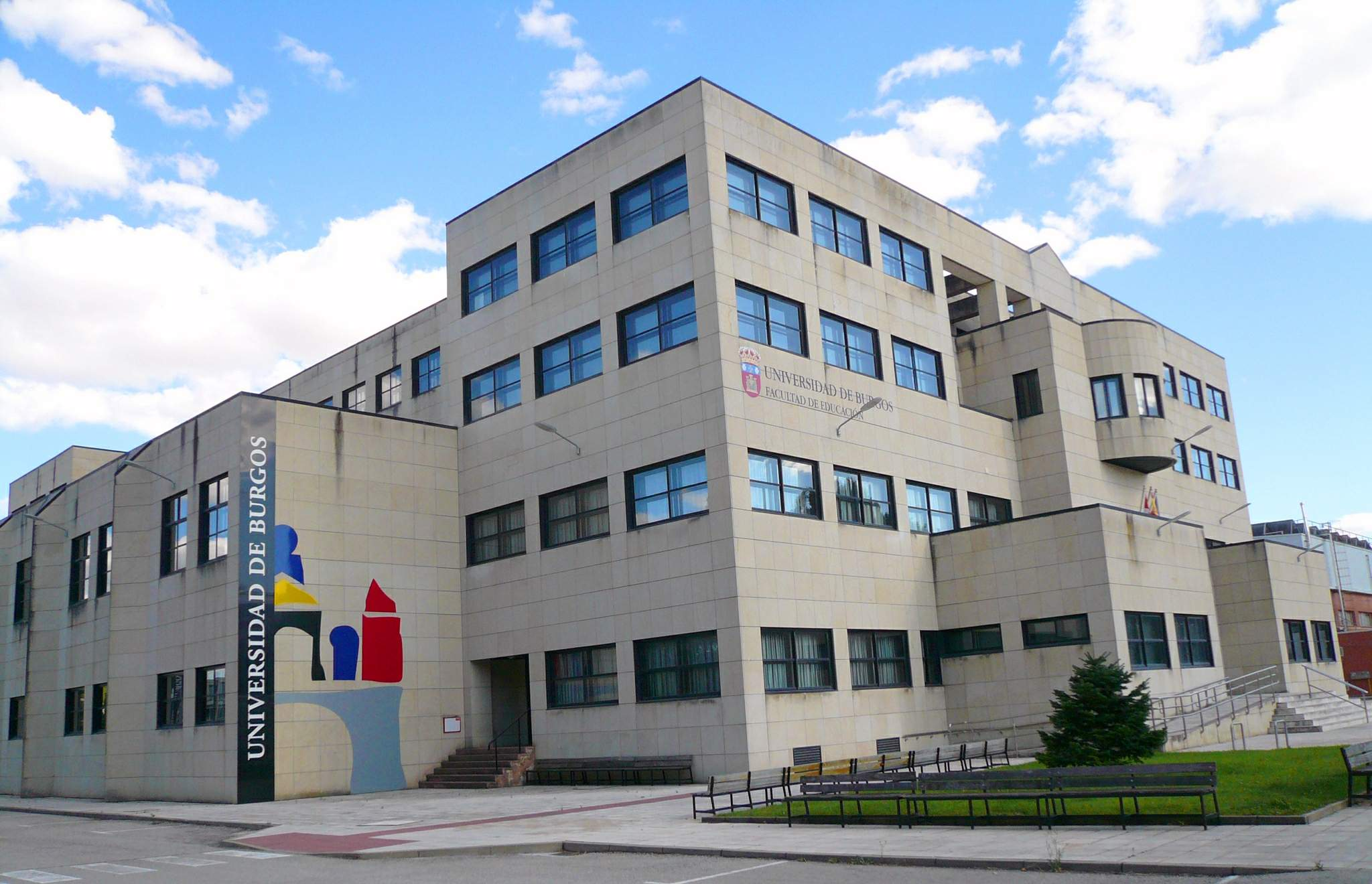
Facultad de Educación.

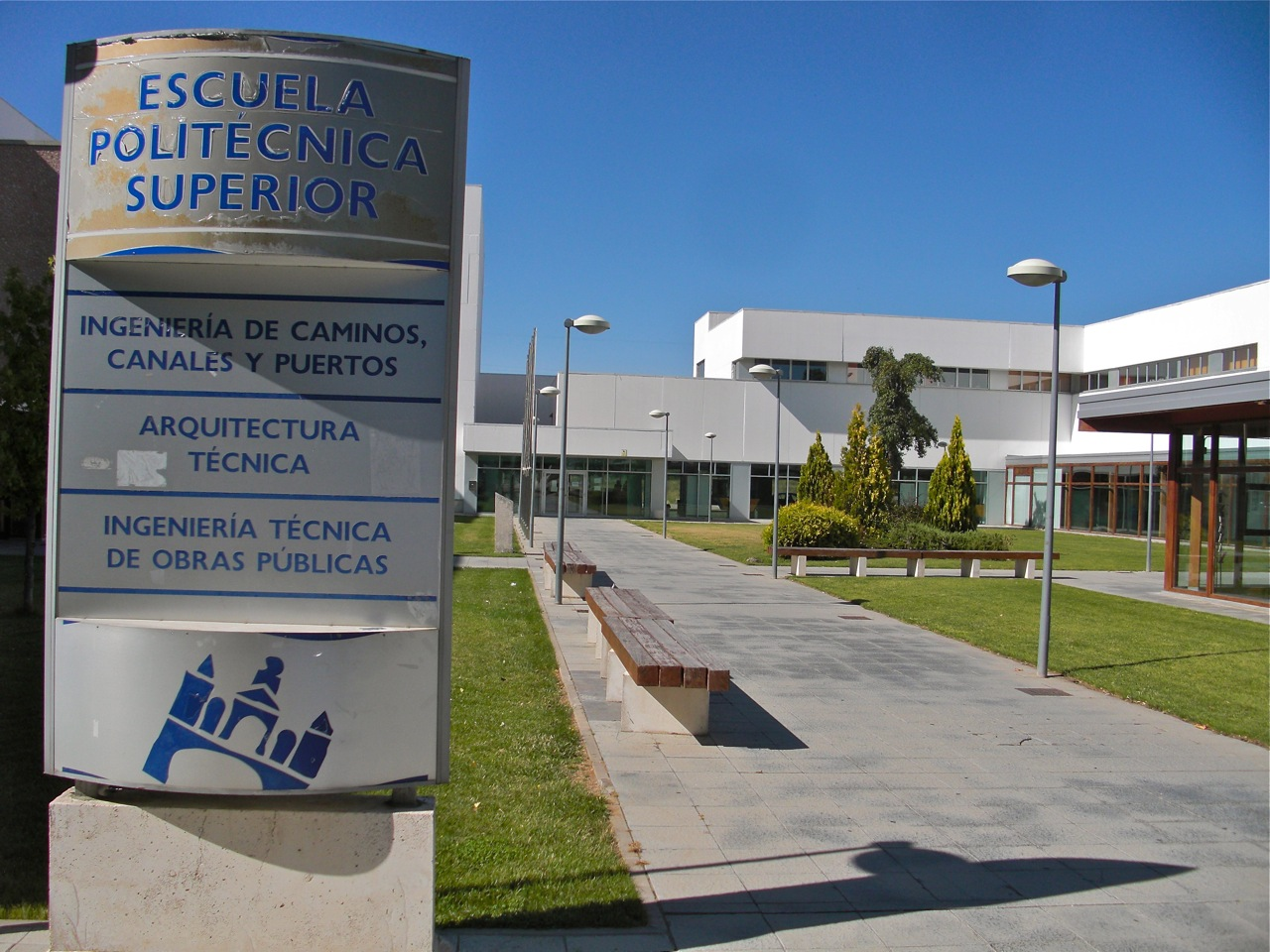
Escuela Politécnica Superior, Edif. La Milanera.

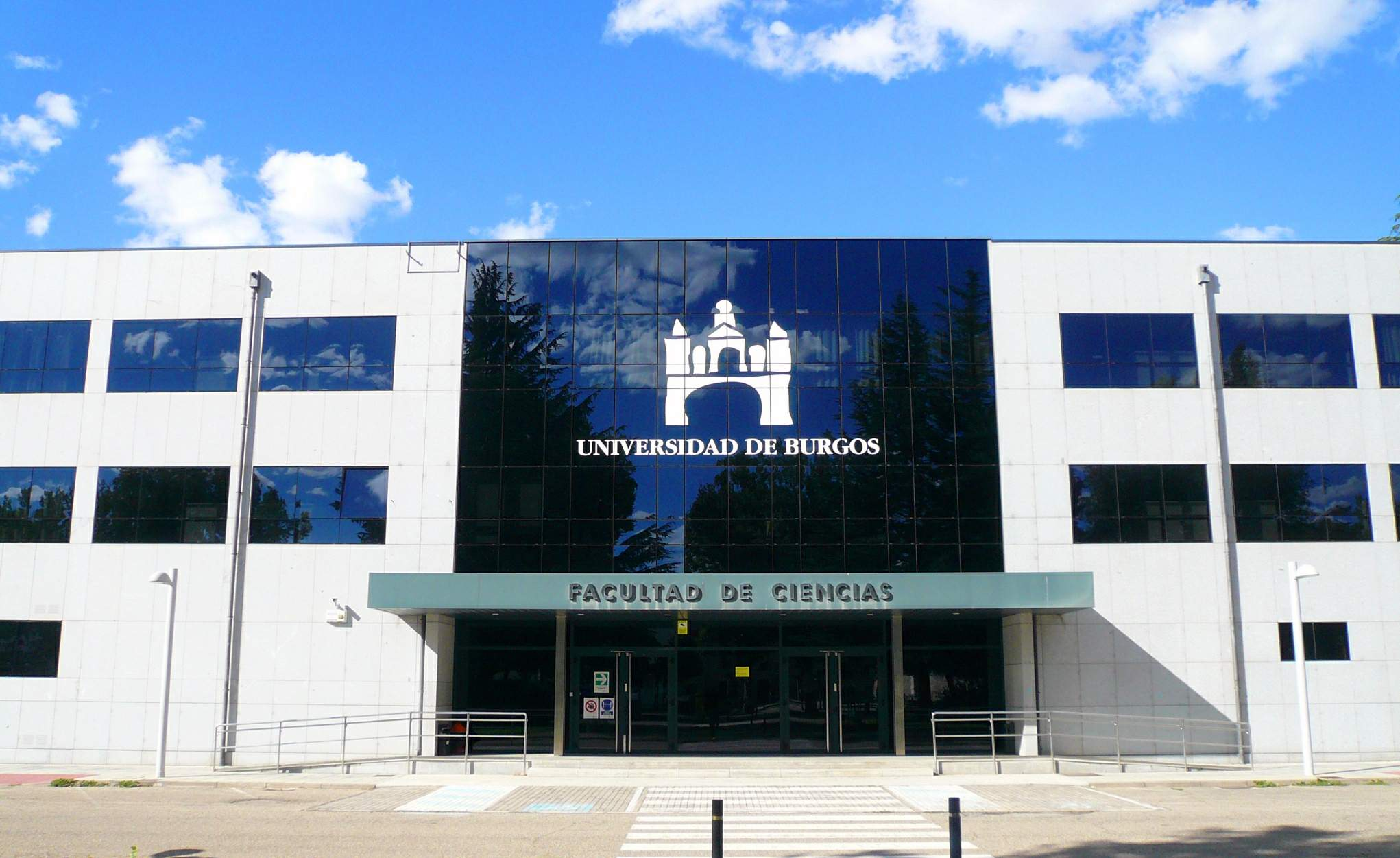
Facultad de Ciencias.

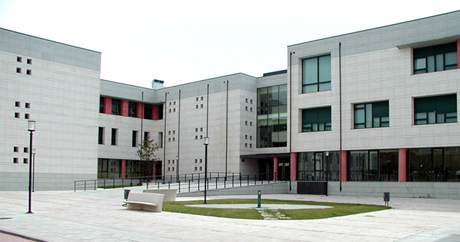
Facultad de Ciencias Económicas y Empresariales.

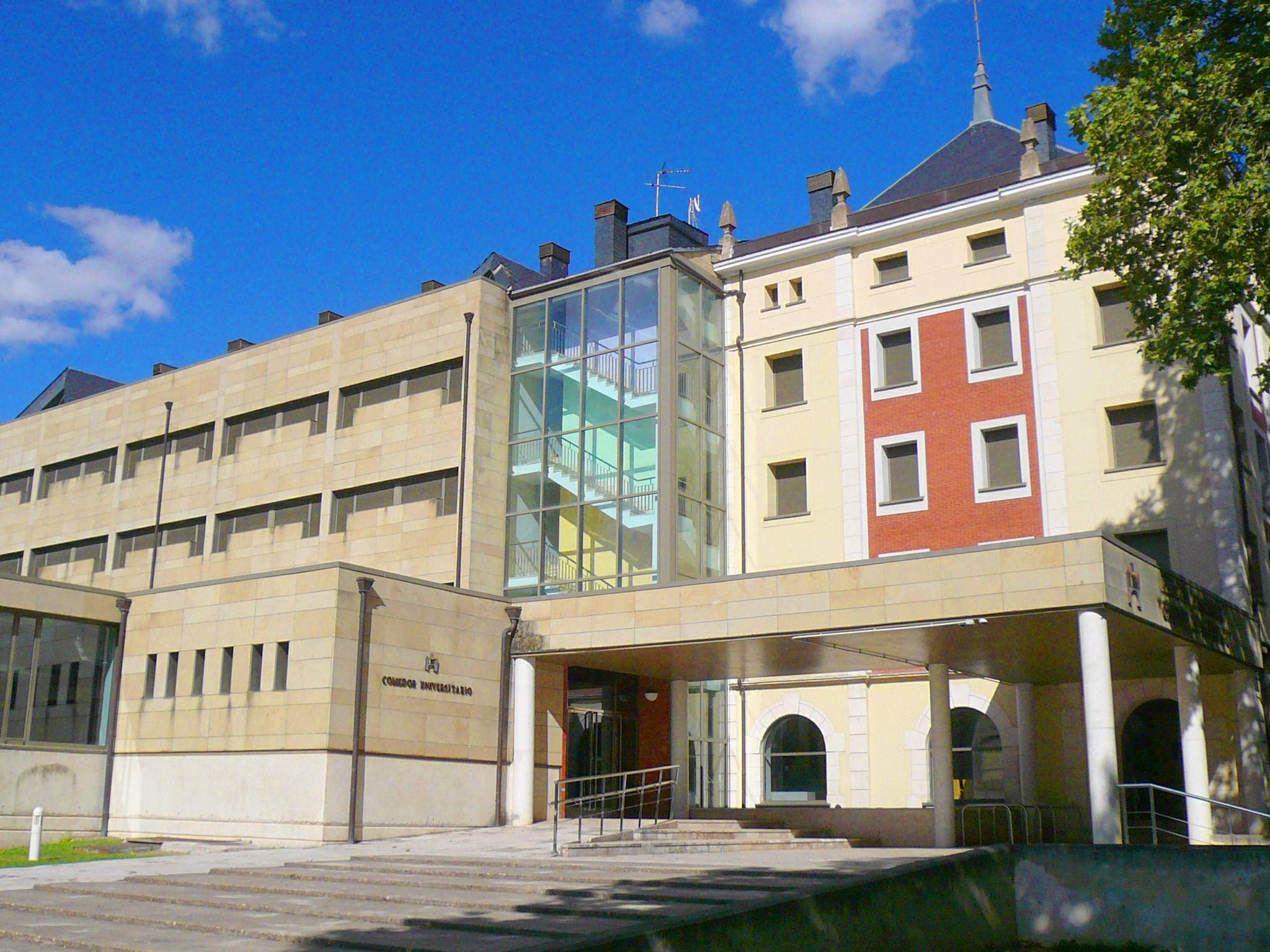
Residencia Universitaria Camino de Santiago.

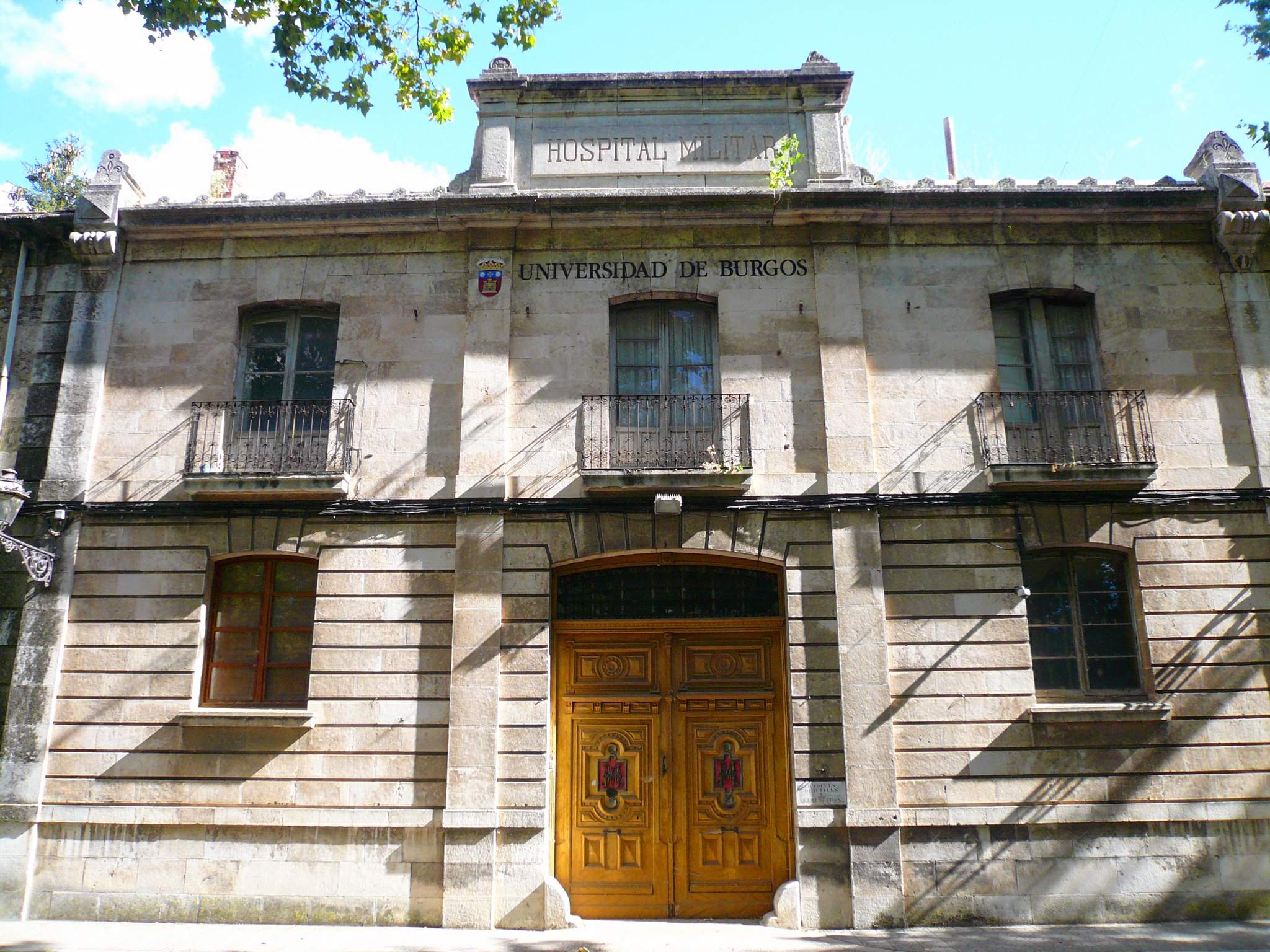
Las dependencias del antiguo Hospital Militar de Burgos acogen las Facultades de Ciencias de la Salud y de Humanidades y Comunicación.

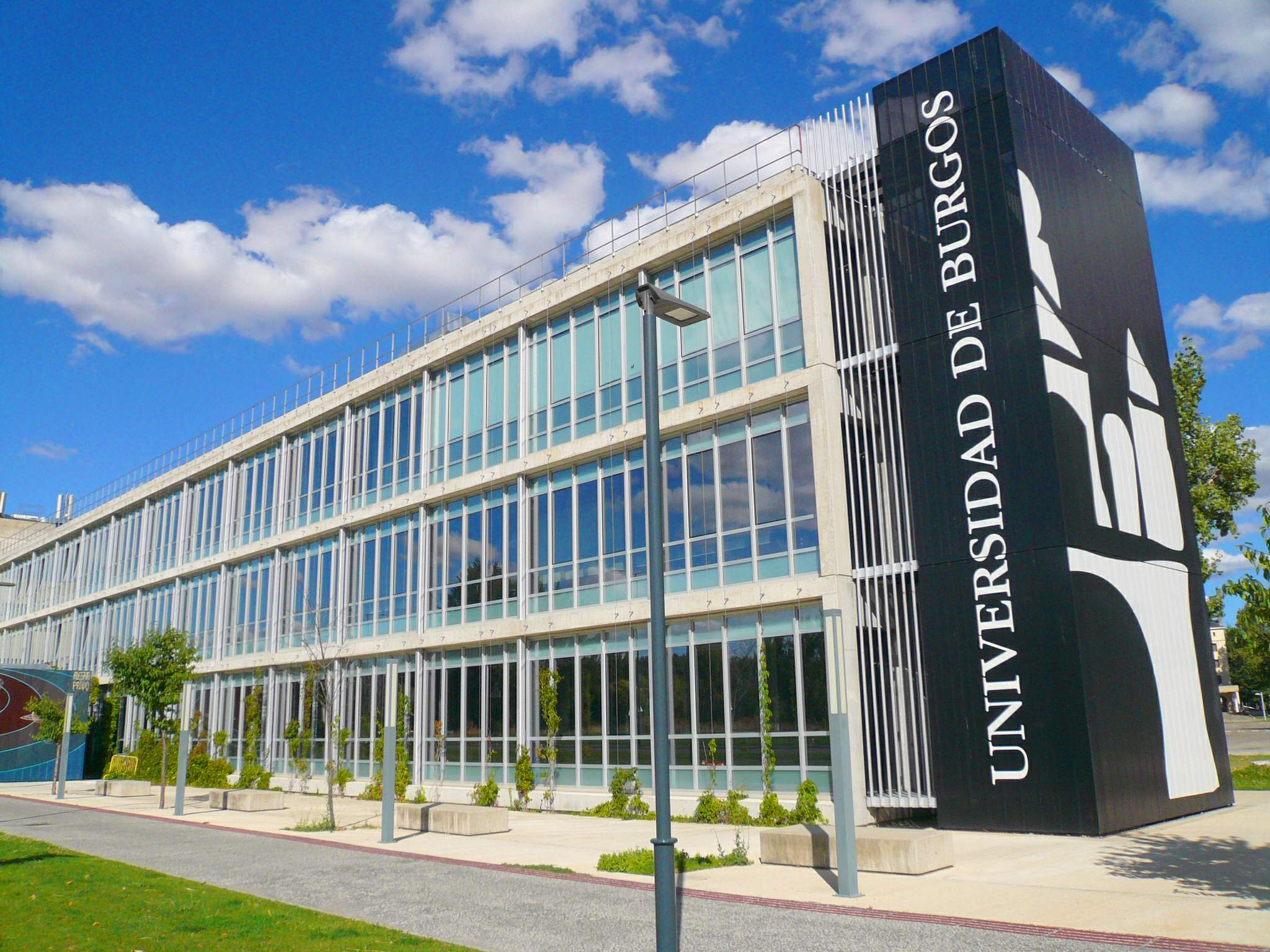
Centro I+D+i y Centro de Investigación de Biotecnología Alimentaria (CIBA).

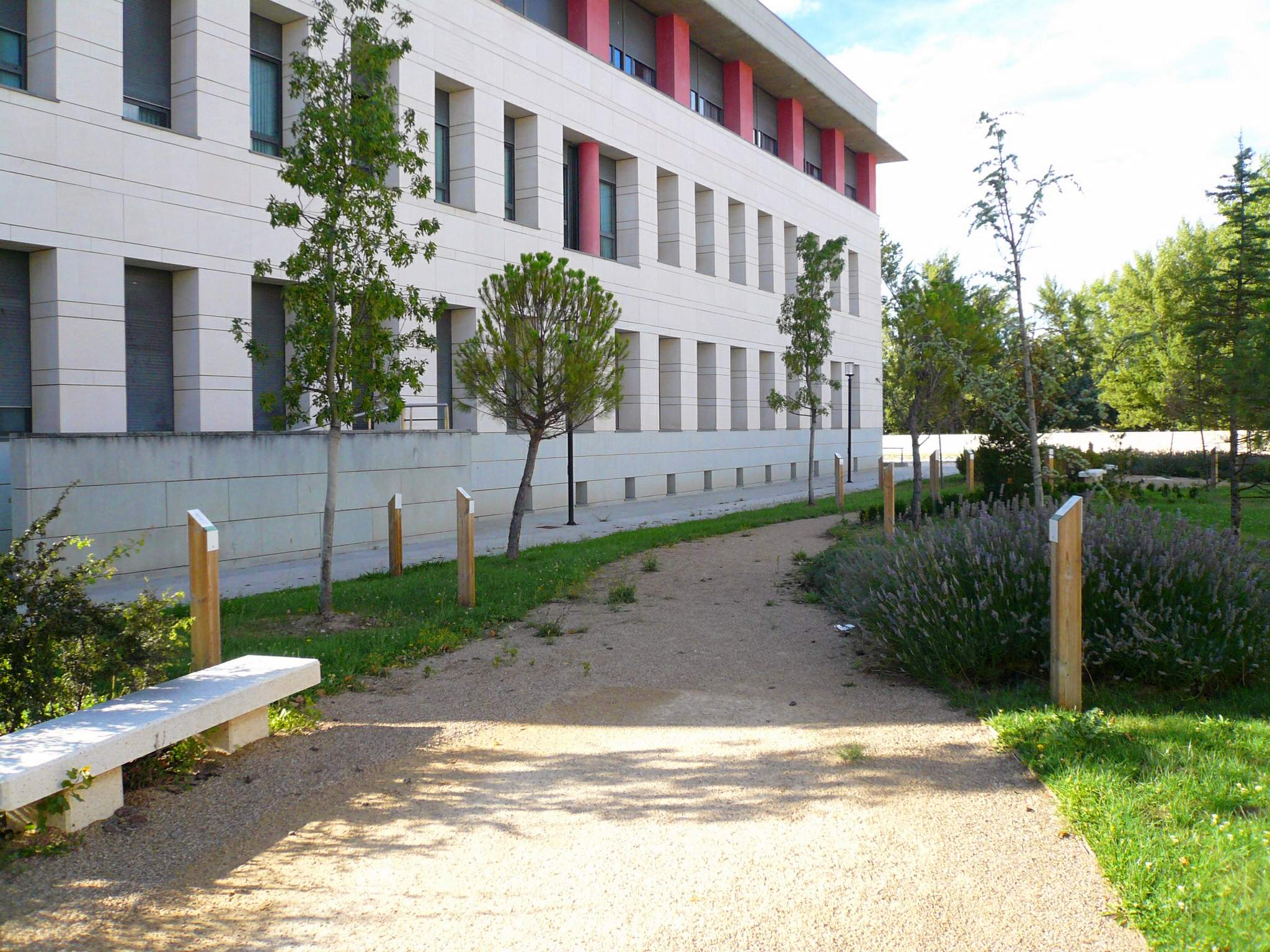
Jardín Los Árboles de la Sabiduría.

La Universidad de Burgos desarrolla sus funciones en distintos centros, siete de ellos son centros propios para la formación de grado y máster, un octavo es de tercer ciclo:
| Facultad de - Ciencias - Ciencias Económicas y Empresariales - Ciencias de la Salud - Derecho - Educación - Humanidades y Comunicación | Escuela - Politécnica Superior - de Doctorado |

Además, la Universidad dispone de un centro de Investigación y Desarrollo y de tres institutos:
- Centro I+D+i ubicado en el Parque científico tecnológico
- Instituto de Administración Pública
- Instituto Universitario de Restauración
- Instituto de Formación e Innovación Educativa
- Complejo Residencial «Miguel Delibes» (Sedano)

## DoctoresHonoris Causa
Desde 1998 a septiembre de 2024 han sido nombrados 24 doctorados honoris causa.

## Jardín de la Sabiduría
En 2019, con motivo del xxv aniversario del nacimiento de la Universidad, se fundó un jardín junto a la Biblioteca Central en homenaja a los doctores honoris causa. Fue inaugurado el 30 de mayo de 2019 por el rector Manuel Pérez Mateos, con la presencia del doctor honoris causa Fernando Tejerina y del futuro doctor (se investía al día siguiente) Juan José Laborda Martín, así como del escritor Oscar Esquivias, autor del texto de explicación grabado en una placa.

¡Amados árboles, bellos y humildes, qué triste sería el mundo sin vosotros! Como los verdaderos sabios, tenéis los pies en la tierra y los pensamientos en el cielo. Nos señaláis dónde están los caminos, por dónde fluyen los cursos de agua, dónde hay vida. En vosotros hay algo misterioso y sagrado: las divinidades antiguas habitaron en los bosques y por eso los templos de piedra imitan fustes y ramajes. Los pájaros dictan desde vuestra cátedra su lección de trinos, como filósofos alegres del jardín de Epicuro. Conocéis el nombre de todos los enamorados y los protegéis con vuestras frondas. Allá donde crecéis, se multiplica la vida: flores, frutos, nidos, madrigueras, sombra, sosiego. Regalasteis, como Prometeo, el fuego a la humanidad; de vuestra materia están hechos los libros, esto es, la ciencia y los sueños. Hoy os plantamos aquí para recordar (con infinita gratitud, con alegría y amor) a personas cuya sabiduría ha sido fecunda y ha engrandecido el conocimiento. La Universidad de Burgos ofrece como homenaje a sus doctores y doctoras honoris causa un árbol junto al camino (In itinere veritas). Creced, elevaos al cielo, floreced. Permaneced siempre a nuestro lado.
Oscar Esquivias

También hay un segundo texto de salutación, sin firma:

Te hallas en un jardín dedicado a mujeres y hombres sabios, en un paseo de vítores nutridos por la savia de la cultura y enraizados a esta tierra fecundada de conocimiento. En él, ante tu mirada que ahora lo alumbra, la Universidad de Burgos rinde homenaje vivo a personas que han dedicado su vida a sembrar las nuestras de reflexión y sapiencia. Cuando, tras pasearlo, lo abandones hazlo impregnado por sus enseñanzas. Él te esperará para que un día tu nombre engrandezca sus sombras y se yerga también aquí
UBU

Cada doctor está representado en el jardín por un árbol (se plantaron acebos, cedros, pinos, serbales, fresnos, robles, tejos y encinas, cada uno identificado y asignado a una personalidad diferente).